# Chiesa di San Luca (Parma)
La chiesa di San Luca o chiesa degli Eremitani è un luogo di culto cattolico sconsacrato dalle forme rinascimentali, situato in borgo Padre Onorio Rosi a Parma.

## Storia
I frati eremitani di sant'Agostino giunsero a Parma nel 1227 e si insediarono in un terreno suburbano nel territorio della parrocchia di Santa Maria Maddalena. La prima menzione della loro presenza è infatti nella ordinanza comunale del 1230 che imponeva il rifacimento delle fossa cittadine, nella quale è nominata una casa di loro proprietà, situata vicino a porta Stradella. Dopo la emanazione della bolla di papa Innocenzo IV del dicembre 1243, anche i frati dimoranti a Parma adottarono la regola di sant'Agostino. Il 26 febbraio 1249 iniziarono a edificare il loro convento e la loro chiesa, dedicata all'evangelista Luca, sulle rovine di un antico anfiteatro romano.
La chiesa è a croce latina con tre navate, abside semicircolare orientata a est e cinque cappelle laterali semicircolari per parte.
Consacrata nel 1312, la chiesa fu rifatta nel 1529 su disegno di Bernardino Zaccagni e fu restaurata nel 1786, dopo che un terremoto ne aveva fatto crollare la facciata.
Nel 1803, sotto la occupazione francese, i frati, invitati a trasferirsi, si ritirarono presso il convento dei Teatini, lasciando vuoto il convento che fu adibito ad Ospedale Militare. Il 9 giugno 1805 il convento fu soppresso, la comunità dei frati venne dissolta e il complesso edilizio adibito a uso profano: la chiesa fu ridotta a magazzino militare, prima della regia gendarmeria e poi dell'Aeronautica Militare, che usò il convento come sede del proprio comando per l'Italia settentrionale.
Dopo il trasferimento del comando a Piacenza il complesso è rimasto abbandonato e nel 2001 è stato assegnato all'archivio di Stato.
Dalla chiesa proviene la Madonna con Bambino e i santi Agostino e Girolamo di Francesco Maria Rondani. La tavola, asportata nel 1803 dai francesi come indennizzo di guerra, dopo la caduta di Napoleone e la restaurazione fu fatta rientrare a Parma per iniziativa del Ministro dei ducati di Parma, conte Magawly, e quindi collocato in galleria nazionale dal 1816.